# Богденешть (комуна, Бакеу)
Богденешть, Богденешті (рум. Bogdănești) — комуна у повіті Бакеу в Румунії. До складу комуни входять такі села (дані про населення за 2002 рік):
- Богденешть (2127 осіб)
- Філіпешть (637 осіб)

Комуна розташована на відстані 203 км на північ від Бухареста, 43 км на південний захід від Бакеу, 125 км на південний захід від Ясс, 136 км на північний захід від Галаца, 103 км на північний схід від Брашова.

## Населення
За даними перепису населення 2002 року у комуні проживали 2764 особи.
Національний склад населення комуни:
| Національність | Кількість осіб | Відсоток |
| -------------- | -------------- | -------- |
| румуни         | 2760           | 99,9%    |
| німці          | 3              | 0,1%     |
| угорці         | 1              | < 0,1%   |

Рідною мовою назвали:
| Мова      | Кількість осіб | Відсоток |
| --------- | -------------- | -------- |
| румунську | 2762           | 99,9%    |
| угорську  | 1              | < 0,1%   |
| німецьку  | 1              | < 0,1%   |

Склад населення комуни за віросповіданням:
| Релігія       | Кількість осіб | Відсоток |
| ------------- | -------------- | -------- |
| православні   | 2693           | 97,4%    |
| адвентисти    | 43             | 1,6%     |
| римо-католики | 27             | 1,0%     |
| атеїсти       | 1              | < 0,1%   |

## Зовнішні посилання
- Дані про комуну Богденешть на сайті Ghidul Primăriilor [Архівовано 15 травня 2012 у Wayback Machine.]